# Pellionia radicans
Pellionia radicans är en nässelväxtart som först beskrevs av Sieb. och Zucc., och fick sitt nu gällande namn av Hugh Algernon Weddell. Pellionia radicans ingår i släktet Pellionia och familjen nässelväxter. Inga underarter finns listade i Catalogue of Life.